# Stráž (hradiště)
Stráž (též Žižkovy šance, Zámeček, Hrádek nebo Nový hrad) je archeologická lokalita  u stejnojmenné obce v okrese Tachov. Nachází se u malého rybníka 2,5 kilometru západně od vesnice a 1,2 kilometru severně od vesnice Jadruž. Podle nejednoznačných výsledků archeologického výzkumu se jedná o raně středověké hradiště z přelomu dvanáctého a třináctého století, které je chráněné jako kulturní památka ČR.

## Historie
August Sedláček lokalitu mylně spojoval s existencí Nového hradu, který zde měl stát v patnáctém a šestnáctém století. V roce 1981 zde proběhl malý archeologický výzkum, při kterém Z. Procházka nalezl soubor keramických střepů z přelomu dvanáctého a třináctého století. Nález však nelze použít ke spolehlivému datování doby vzniku opevnění.

## Stavební podoba
Lokalita má pravidelný čtverhranný půdorys obehnaný částečně zavodněným příkopem. Akropoli o rozměrech 30 × 30 metrů chrání mohutný val. Celkový charakter lokality a absence pozůstatků kamenných zdí nebo hradeb naznačuje, že zde stávalo malé hradiště. Naopak proti tomu svědčí jeho malé rozměry a pravidelný půdorys.